# Дикин, Джон
Джон Дикин (англ. John Deakin, 8 мая 1912; Уиррал — 25 мая 1972) — британский фотограф, наиболее известный своей работой, связанной с компанией художника Фрэнсиса Бэкона в лондонском квартале Сохо. Бэкон создал ряд известных картин на основе фотографий, которые он заказал Дикину, в том числе «Портрет Генриетты Мораес», «Генриетта Мораес на кровати» и «Три наброска к портрету Люсьена Фрейда».
Дикин также провёл много лет в Париже и Риме, фотографируя уличные сцены, но его единственным стабильным периодом работы в качестве фотографа был, когда он трудился в британском «Vogue» между 1947 и 1954 годами. Дикин первоначально стремился стать художником, и когда его карьера в 1960-х годах фотографа пошла на убыль, он посвятил своё время живописи, ставя под сомнение статус фотографии как одного из видов искусства. Дикин не проявлял особого интереса к учёту и публикации своих работ, поэтому многие из его фотографий были потеряны, уничтожены или повреждены с течением времени.
Будучи хроническим алкоголиком Дикин умер в безвестности и бедности, но с 1980-х годов его популярность росла благодаря монографиям, выставкам и каталогам.

## Биография и карьера

### Ранняя биография и работа в «Vogue»
Джон Дикин родился в Нью-Ферри, в Уиррале, и учился в средней школе Калдей-Грейндж. Он бросил её в 16 лет и путешествовал по Ирландии и Испании. В начале 1930-х годов Дикин вернулся в Лондон, где он познакомился и начал встречаться с Артуром Джеффрессом. Большую часть 1930-х годов они провели вместе, путешествуя между Лондоном, Парижем и Венецией. В это время Дикин начал работать в качестве художника, но затем переключился на фотографию. Когда он находился в Париже в 1939 году художник по костюмам Кристиан Берар познакомил Дикина с Мишелем де Брюнхоффом, редактором французского журнала «Vogue». С 1940 до 1945 года Дикин служил в британской армии в качестве фотографа, где в этом качестве он участвовал во второй битве при Эль-Аламейне.
После войны Дикин дважды работал штатным фотографом в британском издании «Vogue». Первый период, с 1947 по 1948 год, закончился увольнением, когда он потерял несколько ценных элементов фотографического оборудования. Во второй период, с 1951 по 1954 год, Дикин был чрезвычайно активным. Он пользовался поддержкой редактора «Vogue» Одри Уизерс, несмотря на то, что он не любил модную фотографию. Дикин преуспел в создании портретов ведущих деятелей литературы, театра и кино. Среди его моделей были Дилан Томас, Джон Хьюстон, Лукино Висконти и многие другие знаменитости из мира искусства. Дикин сам признавал, что эта работа была его истинным призванием.
Известный «своим вспыльчивым характером, плохим поведением и полным пренебрежением к другим» Дикин был уволен из «Vogue» во второй раз в 1954 году из-за его пьянства и «накопления мелких инцидентов, связанных с опозданием, серией сломанных треножников и неизбежными спорами с редакторами моды.» Редактор «Vogue» Уизерс уверяла, что он был щедро вознаграждён за свою работу.

### Отношения с Фрэнсисом Бэконом
После увольнения из «Vogue» во второй раз Дикин сменил множество работ и жил на гонорар от «The Observer» до 1958 года. Он проводил долгие периоды в Риме и в Париже в течение 1950-х годов, специализируясь на уличной фотографии. В 1951 году Джон Леманн опубликовал книгу с римскими фотографиями Дикина «Rome Alive», с текстом Кристофера Кинмонта. Дикин в течение много лет безуспешно пытался издать книгу своих парижских фотографий, но они были выставлены в 1956 году в книжном магазине Дэвида Арчера в Сохо. Каталог, сопровождавший выставку, был написан Элизабет Смарт, подругой Дикина.
Книжный магазин Арчера также в 1956 году провёл вторую выставку фотографий Дикина «Рим Джона Дикина». Это были единственные его прижизненные фотовыставки, они получили некоторое признание и у критиков. Журналист Колин Макиннес в «The Times» оценил его парижские фотографии следующим образом: «Мистер Дикин видит одну сторону зеркала Алисы и бесконечные тайны, которые лежат за ним». Искусствовед Дэвид Сильвестр писал, что парижские фотографии Джона Дикина представляют собой видение глубоко личное и глубоко странное, видение, которое сбивает с толку и подрывает все представления о том, где заканчивается неодушевлённое и берет верх одушевлённое.
Дикин вернулся к живописи в середине 1950-х годов, но имел в ней небольшой успех. Писатель Дэниел Фарсон отмечал, что художественная карьера Дикина имела одну закономерность: в тот момент, когда успех приближался, он сворачивал в другое направление. Впоследствии Дикин отказался от живописи в пользу создания коллажей и скульптур в 1960-х годах.
Несмотря на смены деятельности Дикин продолжал фотографировать ведущих фигур художественной среды лондонского квартала Сохо в течение 1950-х и 1960-х годов, включая Фрэнсиса Бэкона, Люсьена Фрейда, Франка Ауэрбаха и Эдуардо Паолоцци. Бэкон ценил работу Дикина невзирая на их сложные личные отношения. После смерти Дикина Бэкон охарактеризовал его как "лучшего портретного фотографа со времён Надара и Джулии Маргарет Камерон. Поскольку Бэкон предпочитал использовать при своей работе хорошие фотографические снимки своих моделей, вместо них самих, Дикин создал множество фотографических портретов по его заказам. К наиболее известным произведениям Бэкона, созданным с использованием фотографий Дикина, относится «Портрет Изабеллы Роусторн, стоящей на улице в Сохо» (1967). Фотографии Джорджа Дайера, Мюриэл Белчер и Генриетты Мораес работы Дикина также использовались Бэконом при написании картин.